# 香取郡

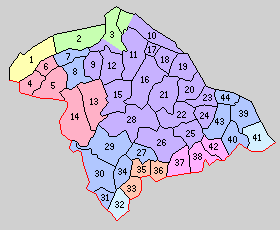
1.金江津村 2.十餘島村 3.本新島村 4.滑河町 5.小御門村 6.高岡村 7.神崎村 8.米澤村 9.瑞穗村 10.新島村 11.佐原町 12.東大戶村 13.大須賀村 14.本大須賀村 15.相根村 16.香取村 17.津宮村 18.大倉村 19.豐浦村 20.小見川町 21.神里村 22.八都村 23.森山村 24.良文村 25.府馬村 26.山倉村 27.常磐村 28.栗源村 29.久賀村 30.多古村 31.東城村 32.日吉村 33.吉田村 34.中村 35.飯高村 36.豐和村 37.古城村 38.庄內村 39.橘村 40.東條村 41.豐里村 42.萬歲村 43.神代村 44.笹川村（紫：香取市 紅：成田市 橙：匝瑳市 桃紅：旭市 上藍：神崎町 下藍：多古町 右藍：東庄町 左水藍：山武郡橫芝光町 右水藍：銚子市 綠：茨城縣稻敷市 黃：茨城縣稻敷郡河內町）

香取郡（日语：／ Katori gun */?）是千葉縣東北部的一郡。人口40,260人、面積138.69km²。（2003年）
現管轄有以下3町。
- 神崎町
- 多古町
- 東庄町